# Wanda Vismara
Wanda Vismara (...) è un'attrice italiana.
Ha lavorato nel cinema italiano tra gli inizi degli anni sessanta, fino alla fine degli anni settanta.

## Filmografia

### Cinema
- Confessione di un commissario di polizia al procuratore della repubblica, regia di Damiano Damiani (1971)
- Alleluja e Sartana figli di... Dio, regia di Mario Siciliano (1972)

### Televisione
- La cocuzza, regia di Carlo Ludovici – film TV (1963)
- Paura per Janet, regia di Daniele D'Anza – miniserie TV, episodio 1x01 (1963)
- Vivere insieme – serie TV, episodio 1x28 (1963)
- Il triangolo rosso – serie TV, episodi 1x06-2x05 (1967-1969)
- Le terre del sacramento – miniserie TV, 4 episodi (1970)
- La vita di Leonardo da Vinci, regia di Renato Castellani – miniserie TV, episodio 1x01 (1971)
- All'ultimo minuto – serie TV, episodio 2x02 (1972)
- Serata al gatto nero – miniserie TV, episodi 1x01-1x02 (1973)
- Marco Visconti, regia di Anton Giulio Majano – miniserie TV, episodio 1x05 (1975)
- Lo scandalo della banca romana, regia di Luigi Perelli – miniserie TV, episodio 1x03 (1977)

#### Prosa televisiva
- I burosauri di Silvano Ambrogi, regia di Ruggero Jacobbi, trasmessa il 17 giugno 1964.